# Питтасомы
Питтасомы (лат. Pittasoma) — род воробьиных птиц из семейства гусеницеедовых (Conopophagidae). Обитают в Центральной и Южной Америках.

## Классификация
Международный союз орнитологов относит к роду 2 вида:
- Pittasoma michleri Cassin, 1860 — Черношапочная питтасома[1]
- Pittasoma rufopileatum Hartert, 1901 — Рыжешапочная питтасома[1]